# Schultz-Hoff-Entscheidung
Die Schultz-Hoff-Entscheidung ist ein Urteil des Europäischen Gerichtshofs (EuGH) zur Vereinbarkeit von deutschem und britischem Urlaubsrecht mit der Richtlinie 2003/88/EG über bestimmte Aspekte der Arbeitszeitgestaltung (sogenannte Arbeitszeitrichtlinie). Der Gerichtshof entschied am 20. Januar 2009 (Rechtssache C‑350/06), dass ein Arbeitnehmer seinen Anspruch auf bezahlten Jahresurlaub nicht verliert, wenn er diesen Urlaub aus Krankheitsgründen nicht antreten konnte. Der nicht genommene Urlaub sei vielmehr finanziell abzugelten. Nationale Gesetze, die diesem Grundsatz widersprechen, verstießen gegen die Arbeitszeitrichtlinie.
Prüfungsmaßstab des Gerichtshofs ist Artikel 7 der EU-Richtlinie 2003/88:
Jahresurlaub
(1) Die Mitgliedstaaten treffen die erforderlichen Maßnahmen, damit jeder Arbeitnehmer einen bezahlten Mindestjahresurlaub von vier Wochen nach Maßgabe der Bedingungen für die Inanspruchnahme und die Gewährung erhält, die in den einzelstaatlichen Rechtsvorschriften und/oder nach den einzelstaatlichen Gepflogenheiten vorgesehen sind.
(2) Der bezahlte Mindestjahresurlaub darf außer bei Beendigung des Arbeitsverhältnisses nicht durch eine finanzielle Vergütung ersetzt werden.
Dem Recht auf bezahlten Jahresurlaub hat Art. 31 Abs. 2 GRC seit dem 1. Dezember 2009 den Rang des sozialen Unionsgrundrechts verliehen. Der EuGH hat danach entschieden, dass der Anspruch auf bezahlten Jahresurlaub unmittelbar in der GRC verankert ist. Weil Art. 7 RL 2003/88 das Grundrecht auf Jahresurlaub konkretisiert, ist die Kontinuität der EuGH-Rechtsprechung und die richtungweisende Bedeutung des Urteils Schultz-Hoff gewahrt.

## Vorgeschichte
Erstmals hatte sich der EuGH im Urteil BECTU (26. Juni 2001 C-173/99) mit dem unionalen Urlaubsrecht befasst. Das Urteil stellt den arbeitszeitrechtlichen Grundcharakter des Jahresurlaubs als „Ruhezeit“ heraus und verbietet eine zu Art. 7 der Arbeitszeitrichtlinie konträre nationale Regelung. In der Rechtssache FNV (6. April 2006 C-124/05) untersagt der Gerichtshof die Ausbezahlung des zum Ende des Urlaubsjahres offenen Urlaubsanspruchs und verweist auf die bis zur Beendigung des Arbeitsverhältnisses gegebene Erfüllbarkeit des Naturalurlaubsanspruchs.
Das Bundesarbeitsgericht (BAG) hatte, auf die Wortlautauslegung des BUrlG gestützt, in ständiger Rechtsprechung seit 1982 entschieden, dass der Urlaubsanspruch lediglich das Bestehen des Arbeitsverhältnisses und keine im Urlaubsjahr erbrachte Arbeit voraussetze; der Urlaubsanspruch erlösche aufgrund des Fristenregimes in § 7 Abs. 3 BUrlG zum 31. Dezember des Urlaubsjahres, im Übertragungsfall zum 31.03. des Folgejahres; das gelte ebenso – wegen seines Charakters als Surrogat des Urlaubsanspruchs – für den Anspruch auf Urlaubsabgeltung. Diesem Gesetzesverständnis war am Landesarbeitsgericht Düsseldorf hartnäckig widersprochen worden, so dass Arbeitsrechtler von einer „urlaubsrechtlichen Fehde“ zwischen den Gerichten sprachen. Nachdem das BAG entgegenstehende LAG-Urteile stets aufgehoben hatte, legte das LAG Düsseldorf mit Beschluss vom 2. August 2006 (12 Sa 486/06a) den Fall Schultz-Hoff dem EuGH zur definitiven unionsrechtlichen Klärung vor. Dieses Vorgehen fand ein geteiltes Echo, wurde von Kritikern als „Spiel über die Bande“ missbilligt, das Vorabentscheidungsersuchen habe „geringe europarechtliche Anknüpfungspunkte“, sei ein „letztes Aufbäumen … des LAG Düsseldorf“.

## Sachverhalt
Der Kläger des Ausgangsverfahrens, Gerhard Schultz-Hoff, war seit 1971 bei der Deutschen Rentenversicherung Bund und deren Rechtsvorgängern beschäftigt. Im Jahr 2004 war er bis Anfang September arbeitsfähig. Anschließend war er fortlaufend bis zum 30. September 2005, dem Zeitpunkt, zu dem sein Arbeitsverhältnis endete, krankgeschrieben. Einen Antrag auf Erholungsurlaub lehnte die Deutsche Rentenversicherung Bund im Mai 2005 mit der Begründung ab, dass Schultz-Hoff wegen seiner Arbeitsunfähigkeit kein Urlaub gewährt werden könne. Im September 2005 wurde Gerhard Schultz-Hoff eine unbefristete Rente rückwirkend ab 1. März 2005 bewilligt. Anschließend verklagte Schultz-Hoff seinen ehemaligen Arbeitgeber auf Abgeltung des Jahresurlaubs für die Jahre 2004 und 2005 und errechnete einen Zahlbetrag von 14.094,78 € brutto.

## Verfahren in erster und zweiter Instanz
Das Arbeitsgericht Düsseldorf wies die Klage mit Urteil vom 7. März 2006 (3 Ca 7906/05) ab, da der Urlaubsanspruch erloschen sei und deshalb kein Anspruch auf Urlaubsabgeltung bestehe. Es berief sich dazu auf die langjährige Rechtsprechung des BAG. Nach dieser Rechtsprechung erlosch ein Urlaubsanspruch spätestens mit dem Ende des so genannten Übertragungszeitraumes, im Regelfall also gemäß § 7 Abs. 3 S. 3 Bundesurlaubsgesetz mit dem 31. März des Folgejahres (BAG). Dies galt nach Auffassung des BAG auch dann, wenn der Urlaub wegen Krankheit nicht angetreten werden konnte. Ein Anspruch auf Urlaubsabgeltung entstand in diesen Fällen nicht.
Gerhard Schultz-Hoff legte gegen das Urteil des Arbeitsgerichts Berufung vor dem LAG Düsseldorf ein. Das LAG (12. Kammer) wollte aufgrund sog. richtlinienkonformer Auslegung der Klage stattgeben und Gerhard Schultz-Hoff die begehrte Urlaubsabgeltung zusprechen. Es sah sich aber durch die Rechtsprechung des Bundesarbeitsgerichts (BAG) daran gehindert. Das LAG Düsseldorf setzte deshalb das Verfahren aus und legte mit besagtem Beschluss vom 2. August 2006 den Fall dem Europäischen Gerichtshof vor. Der Gerichtshof sollte – verkürzt gesagt – entscheiden, ob die Rechtsprechung des Bundesarbeitsgerichts zum Verfall von Urlaubs- und Urlaubsabgeltungsansprüchen mit europäischen Recht vereinbar sei.

## Verfahren vor dem Europäischen Gerichtshof
Das Verfahren Schultz-Hoff wurde vom EuGH als sogenanntes Vorabentscheidungsverfahren durchgeführt. Bei derartigen Verfahren entscheidet der Gerichtshof auf Vorlage des Gerichtes eines Mitgliedstaates (hier: des Landesarbeitsgerichts Düsseldorf) über die Auslegung des europäischen Rechts (hier: der Arbeitszeitrichtlinie). Die Rechtsauslegung des EuGH ist für das nationale Gericht bindend. Das nationale Gericht spricht sein Urteil auf Grundlage der Rechtsauffassung des Europäischen Gerichtshofs und entscheidet damit den Ausgangsprozess.
Der Gerichtshof verband die Rechtssache Schultz-Hoff mit der Rechtssache Stringer (Aktenzeichen C-520/06), die ihm vom House of Lords zur Entscheidung vorgelegt worden war (Aktenzeichen C-520/06). Auf die Schlussanträge vom 24. Januar 2008 der Generalanwältin Trstenjak folgte am 20. Januar 2009 das Urteil des Gerichtshofs (Große Kammer). Der EuGH stimmte weitgehend der vom LAG Düsseldorf vertretenen Rechtsauffassung zu und erkannte,
1. dass der Urlaub bei dauerhafter Arbeitsunfähigkeit nicht verfalle und der Abgeltungsanspruch nicht die Wiedererlangung der Arbeitsfähigkeit voraussetze. Damit entzog das Urteil der entgegenstehenden BAG-Rechtsprechung die bisherige Argumentationsgrundlage.
2. Weiterhin ließ der Gerichtshof (Schultz-Hoff, Rn. 43) den Weg offen für einzelstaatliche Vorschriften, die das ersatzlose Erlöschen des Urlaubsanspruchs ermöglichen. Allerdings stellt er hieran seit dem Urteil Max-Planck (6. November 2018 – C-684/16, Rn. 45)[11] als strenge Bedingung, dass der Arbeitgeber zunächst zu initiativen Aufforderungspflichten und Hinweispflichten verpflichtet werden müsse
3. Weitergehend als das LAG, dass für die Entstehung des vollen Urlaubsanspruchs nicht die Dauerkrankheit genügen lassen, sondern voraussetzen wollte, dass der Arbeitnehmer während des Urlaubsjahrs eine gewisse Zeit tatsächlich gearbeitet habe, stellte das Urteil Schultz-Hoff den krankheitsbedingt arbeitsabwesenden Arbeitnehmer mit dem tatsächlich arbeitenden Arbeitnehmer uneingeschränkt gleich. Die Frage des LAG, ob der Urlaubsanspruch durch u. U. verschuldete Arbeitsabwesenheitszeiten begründet werden könne, ließ der Gerichtshof unbeantwortet. Im Urteil Dicu (4. Oktober 2018 – C-12/17, Rn. 28) klärt er diese Rechtsfrage mit der Formel, dass der Anspruch auf bezahlten Jahresurlaub auf der Prämisse beruhe, dass der Arbeitnehmer im Lauf des Bezugszeitraums tatsächlich gearbeitet habe und die Ansprüche anhand der auf der Grundlage des Arbeitsvertrags tatsächlich geleisteten Arbeitszeiträume zu berechnen seien.[12]

## Folgen des EuGH-Urteils

### Urteil des Landesarbeitsgerichts Düsseldorf
Am 2. Februar 2009 (12 Sa 486/06) verkündete das Landesarbeitsgericht Düsseldorf sein Urteil in Sachen Schultz-Hoff gegen Deutsche Rentenversicherung Bund und sprach Gerhard Schultz-Hoff eine Urlaubsabgeltung in Höhe von 12.081,00 Euro brutto nebst Zinsen zu. Die Arbeitgeberin akzeptierte das Urteil und ging nicht in Revision.

### Rechtsprechungsänderung des Bundesarbeitsgerichts
Als Folge der Schultz-Hoff-Entscheidung passte das Bundesarbeitsgericht seine Rechtsprechung den Vorgaben des EuGH an. Das BAG nahm dazu eine Revision gegen ein Urteil des LAG Köln zum Anlass. Am 24. März 2009 (9 AZR 983/07) entschied es, dass der Anspruch auf Abgeltung gesetzlichen Voll- oder Teilurlaubs nicht erlösche, wenn der Arbeitnehmer bis zum Ende des Urlaubsjahres und / oder des Übertragungszeitraums erkrankt und deshalb arbeitsunfähig sei.

### Reaktionen
Die in Schultz-Hoff entwickelten Urlaubsgrundsätze stellten die Gewöhnung in den einzelnen EU-Staaten und insbesondere in Deutschland an innerstaatlich abweichende Urlaubsvorschriften und die Rechtsprechung der nationalen Fachgerichte infrage. Während das BAG die Vorgaben des EuGH hinnahm, wurden die Schultz-Hoff-Entscheidung und deren Auswirkungen auf die Praxis in der deutschen Fachliteratur teilweise heftig beanstandet. Ein besonderer Kritikpunkt war die Gefahr der erheblichen organisatorischen und finanziellen Belastung des Arbeitgebers durch die aufgrund jahrelanger Krankheit angesammelten Ansprüche auf bezahlten Urlaub.
Von dem im Urteil Dicu (Einzelnachweis 12) markierten Ausgangspunkt her ist im Unionsrecht kein Urlaubsanspruch für erkrankte Arbeitnehmer und kein arbeitsrechtlicher Schutz von erkrankten Menschen kodifiziert. Auch ist der Urlaubserwerb für Krankheitszeiten, in denen Arbeitnehmer keinen arbeitszeitbezogenen Verpflichtungen seitens ihres Arbeitgebers unterworfen sind, nicht mit dem Aspekt von geleisteter und fremdbestimmter Arbeitszeit begründbar. Daher liegt der Urlaubserwerb – ggf. ohne Wartefrist, ohne betriebliche (Mit)Ursächlichkeit oder sonst greifbare besondere Verantwortungsbeziehung des Arbeitgebers und womöglich nach selbstverschuldeter Arbeitsunfähigkeit – weitgehend im sozialpolitischen Interesse der Allgemeinheit. Aufgrund der unterschiedlichen Betroffenheit des einzelnen Arbeitgebers und finanziellen und organisatorischen Belastung durch Urlaubspflichten für langzeitig erkrankte Arbeitnehmer wird mit Blick auf gleichheitsgerechte Ergebnisse zudem prekär, inwieweit vor allem kleineren, personalintensiven Unternehmen mit gesundheitlich gefährdenden Geschäftstätigkeiten die Belastung zugemutet werden kann (vgl. EuGH 9. November 2023 C‑271/22 Keolis Agen, Rn. 10/50 f.). Danach gründet die rechtliche Problematik der Urlaubskumulation vor allem darin, dass – so der EuGH (4. Mai 2019 C-55/18 CCOO, Rn. 59) – nach Unionsrecht die Verantwortlichkeit des Arbeitgebers für die Beachtung der durch die Richtlinie 2003/88 verliehenen Rechte nicht unbeschränkt sein könne und dass gemäß Art. 20 und 21 GRC unterschiedliche Sachverhalte nicht gleichbehandelt werden dürfen (EuGH, 24. Februar 2022 C-262/20 Glavna, Rn. 58). Ebenso ist nach deutschem Recht die Verhältnismäßigkeit und Gleichheitsgerechtigkeit auferlegter Belastungen zu wahren (zum Mutterschutz BVerfG 18. November 2003 - 1 BvR 302/96, Rn. 109 ff., zum Bildungsurlaub BVerfG 11. Februar 1992 - 1 BvR 890/84, Rn. 42-44; ferner BVerfG 07. April 2022 - 1 BvL 3/18, Rn. 314 ff. und BVerfG 28.November 2024 - 1 BvR 460/23 -, Rn. 105, dgg. EuGH 8. Mai 2024 - T-393/21 Max Heinr. Sutor/SRB - Rn. 125 f. Die EU kann zwar gemäß Art. 151 AEUV zur Verbesserung der Lebens- und Arbeitsbedingungen regelnd tätig werden. Jedoch ist unbeschrieben, ob der Unionsgesetzgeber beim Erlass der RL 2003/88 und der GRC sich mit dem Urlaubserwerb auch für Krankheitszeiten befasste (vgl. EuGH 8. Dezember 2020 C 620/18 Ungarn/ Parlament und Rat, Rn. 115 f.) und ob er die urlaubserwerbliche Privilegierung von Krankheitszeiten gegenüber anderen, in Art. 5 Abs. 4 IAO Übk Nr. 132 erfassten unvorhersehbaren und ungewollten Verhinderungsfällen wie Quarantäne, unschuldige Inhaftierung, Einberufung zum Wehrdienst usw. sowie die Kohärenz der urlaubserwerblichen Belastung des Arbeitgebers zwischen dem (unionsrechtlich besonders geschützten) 14-wöchigen Mutterschutzurlaub und der u. U. ganzjährigen krankheitsbedingten Arbeitsabwesenheit.einschätzte. Der Unionsgerichtshof hat die unterschiedliche Belastung in der Arbeitgeberschaft erkannt (EuGH 26. Juni 2001 C-173/99] BECTU, Rn. 60 f.). Allerdings gilt nach seiner Rechtsprechung die unternehmerische Freiheit nicht schrankenlos, und staatliche Eingriffe dürfen im allgemeinen Interesse die Ausübung der wirtschaftlichen Tätigkeit beschränken (EuGH 21. Dezember 2021 C 124/20] Bank Melli Iran, Rn. 80 ff).  .

## KHS-Entscheidung
Der EuGH reagierte mit Urteil vom 22. November 2011 (C-214/10) in der Rechtssache KHS auf die Gefahr der Ansammlung von Urlaubszeiten durch langandauernde Krankheit und begrenzte den im Urlaubsjahr erworbenen Urlaubsanspruch, falls ausschließlich durch Krankheitszeiten erworben, durch die den Mitgliedstaaten zugebilligte Befugnis, in innerstaatlichen Rechtsvorschriften, namentlich in ihren nationalen Urlaubsgesetzen oder in Tarifverträgen, das Erlöschen des Anspruch nach einer 15-monatigen Nachfrist vorzusehen. Eine solche Übertragungsfrist könne „vernünftigerweise als Zeitraum eingestuft werden, bei dessen Überschreitung der bezahlte Jahresurlaub für den Arbeitnehmer keine positive Wirkung als Erholungszeit mehr hat. Erhalten bleibt ihm lediglich seine Eigenschaft als Zeitraum für Entspannung und Freizeit. Zudem müsse der Übertragungszeitraum den Arbeitgeber vor der Gefahr der Ansammlung von zu langen Abwesenheitszeiträumen und den Schwierigkeiten schützen, die sich daraus für die Arbeitsorganisation ergeben können“. Die Übertragungsfrist von mindestens 15 Monaten begründete der EuGH weiterhin mit den Fristen in Art. 9 IAO-Übk. 132, bis zu denen der Urlaub zu gewähren und zu nehmen sei.
Das BAG hat die EuGH-Rechtsprechung, weil gemäß Art. 267 AEUV verbindlich, übernommen (BAG 7. August 2012 - 9 AZR 353/10, Rn. 28).
Das Urteil KHS, insbesondere von arbeitgebernahen Kommentierungen „als „notwendige Korrektur von Schultz-Hoff“ begrüßt“ begrüßt, hat Unklarheiten und Irritationen in den EU-Ländern und zahlreiche Vorabentscheidungsersuchen ausgelöst. Was bis in jüngste Zeit den EuGH beschäftigt, seine Rechtsprechung im unionalen Urlaubsrecht zu Detailfragen weiterzuentwickeln. Das Rechtsrelief der in Schultz-Hoff/KHS dargestellten 'Verweisungskaskade' (von Art. 31 Abs. 2 GRC bis hin zu Art. 5 Abs. 4 und Art. 9 Abs. 1 des IAO-Übk. 132) führt zu manchen tatsächlichen und rechtlichen Problemen (EuGH 14. Dezember 2023 C‑206/22 Sparkasse Südpfalz), die seither von der Rechtsprechung unter Berücksichtigung der allgemeinen Rechtsgrundsätze, insbesondere der Subsidiarität und Verhältnismäßigkeit, zu lösen sind.
Schließlich kann es nach dem KHS-Konzept geschehen, dass – was der EuGH an sich zu degoutieren pflegt (EuGH 21. Juni 2012 C‑78/11) ANGED, Rn. 22 – kalendarische Zufälligkeiten hinsichtlich des Eintritts und des Endes einer längeren Krankheit über Entstehung und Erfüllbarkeit des Urlaubsanspruch und ggf. sein vorzeitiges, ersatzloses Erlöschen bestimmen.
Als weitere Komplikation hat sich in der Rechtspraxis herausgestellt, dass in den EU-Mitgliedstaaten und auch in Deutschland von Seiten der nationalen Normgeber mit der unionsrechtskonformen Schaffung der vom EuGH geforderten und von den nationalen Fachgerichten angemahnten „einzelstaatlichen Rechtsvorschriften“ gezögert wird. Insoweit erwartet der Unionsgerichtshof die Umsetzung seiner Entscheidungen durch vom nationalen Gesetzgeber geschaffene normenbestimmte und normenklare Vorschriften und stellt hieran harte Bedingungen. Kommt der Gesetzgeber dem nicht nach und ist die bestehende nationale Urlaubsvorschrift einer unionsrechtskonformen Auslegung nicht zugänglich, weist der Gerichtshof auf die mögliche Staatshaftung hin.
Vor diesem Hintergrund ist, nach einer Werkstattparabel der BAG-Präsidentin, das Urlaubsrecht gewissermaßen eine Werkstatt des Unionsrechts.